# Jasper (Tennessee)
Jasper es un pueblo ubicado en el condado de Marion en el estado estadounidense de Tennessee. En el Censo de 2010 tenía una población de 3279 habitantes y una densidad poblacional de 133,66 personas por km².

## Geografía
Jasper se encuentra ubicado en las coordenadas 35°3′57″N 85°37′18″O / 35.06583, -85.62167. Según la Oficina del Censo de los Estados Unidos, Jasper tiene una superficie total de 24.53 km², de la cual 24.27 km² corresponden a tierra firme y (1.09 %) 0.27 km² es agua.

## Demografía
Según el censo de 2010, había 3.279 personas residiendo en Jasper. La densidad de población era de 133,66 hab./km². De los 3.279 habitantes, Jasper estaba compuesto por el 89.42 % blancos, el 7.9 % eran afroamericanos, el 0.4 % eran amerindios, el 0.46 % eran asiáticos, el 0 % eran isleños del Pacífico, el 0.79 % eran de otras razas y el 1.04 % pertenecían a dos o más razas. Del total de la población el 1.56 % eran hispanos o latinos de cualquier raza.